# Кубок Болгарии по волейболу среди женщин
Кубок Болгарии по волейболу среди женщин — ежегодное соревнование женских волейбольных команд Болгарии. Проводится с 1954 года.

## Формула соревнований
Соревнования проходят по системе «осень-весна» и состоят из предварительного этапа и плей-офф. Победители полуфинальных матчей в финале определяют обладателя Кубка. В финале розыгрыша 2024/25 «Марица» победила «Левски» 3:1.

## Победители
| - 1954 «Ударник» София - 1955 «Минёр» Димитрово - 1956 «Ударник» София - 1957 «Славия» София - 1958 турнир не проводился - 1959 «Левски» София - 1960 «Левски» София - 1961 «Левски» София - 1962 турнир не проводился - 1963 турнир не проводился - 1964 турнир не проводился - 1965 турнир не проводился - 1966 «Левски» София - 1967 «Левски» София - 1968 «Академик» София - 1969 ЦСКА «Септемврийско Знаме» София - 1970 «Левски-Спартак» София - 1971 «Славия» София - 1972 «Левски-Спартак» София - 1973 «Левски-Спартак» София - 1974 «Левски-Спартак» София - 1975 «Минёр» Перник - 1976 ЦСКА «Септемврийско Знаме» София - 1977 «Славия» София - 1978 «Левски-Спартак» София - 1979 ЦСКА «Септемврийско Знаме» София - 1980 «Левски-Спартак» София - 1981 ЦСКА «Септемврийско Знаме» София - 1982 ЦСКА «Септемврийско Знаме» София - 1983 ЦСКА «Септемврийско Знаме» София - 1984 «Дунав» Русе - 1985 ЦСКА «Септемврийско Знаме» София - 1986 ЦСКА «Септемврийско Знаме» София - 1987 «Левски-Спартак» София - 1988 ЦСКА «Септемврийско Знаме» София - 1989 ЦСКА «Септемврийско Знаме» София | - 1990 «Левски-Спартак» София - 1991 «Левски-Спартак» София - 1992 «Левски-Спартак» София - 1993 ЦСКА София - 1994 «Левски» София - 1995 ЦСКА София - 1996 ЦСКА София - 1997 «Левски-Сиконко» София - 1998 «Левски-Сиконко» София - 1999 «Левски-Сиконко» София - 2000 ЦСКА София - 2001 «Левски-Сиконко» София - 2002 «Левски-Сиконко» София - 2003 «Левски-Сиконко» София - 2004 ЦСКА София - 2005 «Левски-Сиконко» София - 2006 «Левски-Сиконко» София - 2007 «Славия» София - 2008 ЦСКА София - 2009 «Левски-Сиконко» София - 2010 ЦСКА София - 2011 ЦСКА София - 2012 «Марица» Пловдив - 2013 ЦСКА София - 2014 «Левски» София - 2015 «Марица» Пловдив - 2016 «Левски» София - 2017 «Левски» София - 2018 «Марица» Пловдив - 2019 «Марица» Пловдив - 2020 турнир отменён - 2021 «Марица» Пловдив - 2022 «Марица» Пловдив - 2023 «Марица» Пловдив - 2024 «Марица» Пловдив - 2025 «Марица» Пловдив |

## Источник
- Волейбол. Энциклопедия/Сост. В. Л. Свиридов. Москва: Издательства «Человек» и «Спорт» — 2016.